# Aeroportul Mthatha
Aeroportul Mthatha (IATA: UTT, ICAO: FAUT) este un aeroport din Provincia Eastern Cape, Africa de Sud ce deservește zona Umtata. A fost numit după zona deservită.
Situat la o altitudine de 731 m, aeroportul dispune de o singură pistă.